# Miriam Pede

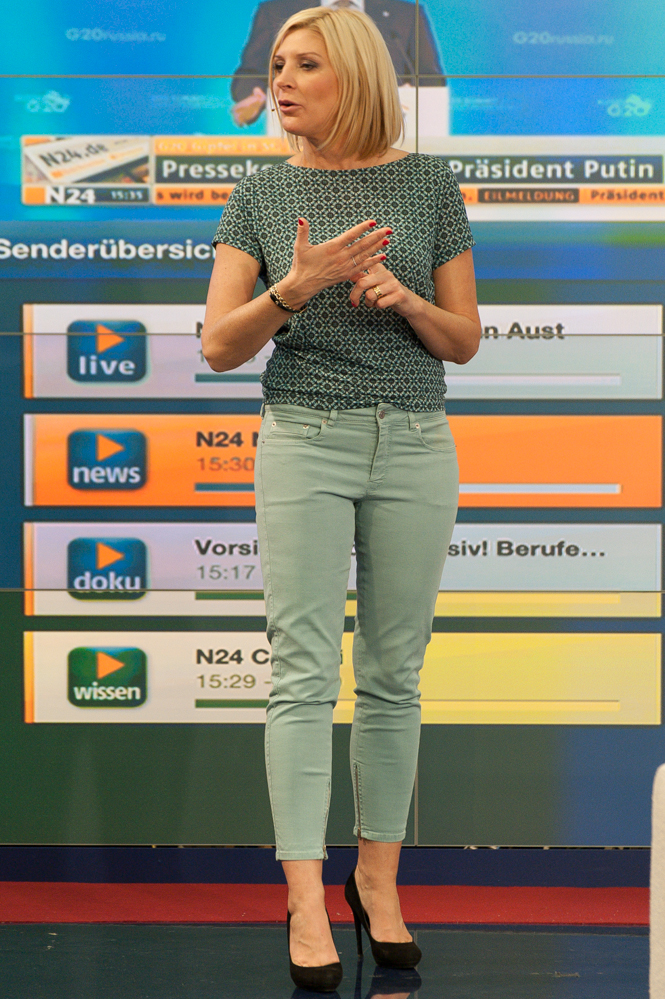
Miriam Pede auf der IFA 2013

Miriam Pede (* 28. Juli 1975 in Rendsburg) ist eine deutsche Fernseh- und Radiomoderatorin, Journalistin und Redakteurin.

## Biografie und Ausbildung
Miriam Pede wurde 1975 in Rendsburg geboren. Sie machte 1994 ihr Abitur am Helene-Lange-Gymnasium in Rendsburg. Von 1994 bis 1995 arbeitete sie als freie Mitarbeiterin bei Radio Schleswig-Holstein. Von November 1995 bis 1997 absolvierte sie ihr Volontariat beim Kieler Sender Radio NORA. Anfang 1996 moderierte sie ihre erste Radiosendung am Abend und wechselte danach in das Nachmittagsprogramm des Senders. Während ihres Volontariats bekam sie ein Stipendium für ein audio-visuelles Journalismusstudium mit Schwerpunkt Fernsehen, das sie 1998 abschloss.
Pede hat zwei Töchter (geboren 2015 und 2018).

## Beruf
Seit 1997 moderiert Pede Fernsehsendungen und Eventveranstaltungen.
Im August 1998 wurde Pede als Moderatorin und Redakteurin der Nachmittagsschiene bei Radio NORA übernommen. Von März 1999 bis 2001 hatte sie dort ihre eigene Morningshow Mimi am Morgen, für die sie sowohl die inhaltliche und redaktionelle Leitung als auch die Hauptmoderation durchführte.
Pede arbeitete zunächst als Redakteurin/Reporterin bei Sat.1. Sie erstellte Beiträge für 17:30 live aus Berlin und 18.30 – die Sat.1 Nachrichten. Seit 2004 arbeitet sie auch vor der Kamera als TV-Moderatorin bei Sat.1.
Zusätzlich zu ihrer fester Tätigkeit bei Sat.1 übernahm Pede 2003 die Samstags-Morningshow bei dem Berliner Radiosender 94,3 rs2 bis 2007. Seit 2008 moderiert sie den Nachmittag bei 94,3 rs2.
2007 war Pede Showreporterin bei Family Showdown mit Wigald Boning auf Sat.1. Pede präsentierte 2007 Music meets Media im Rahmen der Popkomm.
Ab 2008 arbeitete Pede außerdem als Redakteurin bei dem Nachrichtensender Welt (vormals N24) und moderiert hier das Wetter. In einer Umfrage der Bild wurde sie zu Deutschlands schönster „Wetterfee“ gewählt. Von 2008 bis 2010 moderierte sie das Servicemagazin N24 Objektiv und von 2009 bis 2010 MM – Das Männermagazin.
Pede arbeitet auch als Event-Moderatorin und führte durch Galas, Modenschauen, Pressekonferenzen und Open-Air-Konzerte. Vier Jahre lang war sie die Bühnenmoderatorin der Radio NORA – Nacht der Oldies und Evergreens.
Seit Ende Dezember 2018 arbeitet sie beim Kieler Sender NDR 1 Welle Nord. Sie hat dort seit 2023 den Bücherpodcast Bücher ohne Gedöns.